# Los tres investigadores en el secreto del castillo del terror
Los tres investigadores en el secreto del castillo del terror es una película de crimen alemana del año 2009 y la segunda de la trilogía, "Los Tres Investigadores". Se trata de una adaptación libre de la saga de libros Los tres investigadores de Robert Arthur. La primera parte, Los tres investigadores en el secreto de la isla del esqueleto, fue estrenada en 2007.

## Argumento
Mientras celebraban la fiesta de cumpleaños de Jupiter en la chatarrería de sus tíos en Rocky Beach, el trío descubre una misteriosa cinta de video hecha por los padres de Jupiter, fallecidos años atrás. Estos les informan acerca de un misterio sin resolver, el cual posteriormente les conducirá hasta el sombrío castillo del extraño inventor Stephen Terril. El trío pronto descubre que una maldición perseguirá a todo aquel que se atreva a entrar en el castillo, sin embargo, esa amenaza no detiene a Jupiter, Pete y Bob. El trío no sólo deberá enfrentarse a sus miedos más profundos, sino también al Sheriff Hanson, quien se empecina en buscarlos y detenerlos.

## Fondo
Studio Hamburg adquirió los herederos en 2002 de Robert Arthur, el inventor de la saga, los derechos cinematográficos de todo el mundo. Bajo la dirección del director del Student Academy Award winning Florian Baxmeyer, el actor alemán Axel Milberg y Julia Bremermann son algunos de los artistas intérpretes o ejecutantes. El segundo de los tres previstos tres investigadores-películas fue producida en Alemania en 2008 y Sudáfrica. La película alcanzó el número 62, con 587.000 espectadores del cine alemán 2009a gráficos

## Reparto
| Rol             | Actor              | Voz (alemán)          |
| --------------- | ------------------ | --------------------- |
| Jupiter Jones   | Chancellor Miller  | Jannik Schümann       |
| Pete Crenshaw   | Nick Price (actor) | Yoshij Grimm          |
| Bob Andrews     | Cameron Monaghan   | Daniel Claus          |
| Caroline Hanson | Annette Kemp       | Anna Gerber           |
| Victor Hugenay  | James Faulkner     | Bodo Wolf             |
| Morton          | Ron Smerczak       | Andreas von der Meden |
| Sheriff Hanson  | Jonathan Pienaar   | Erich Räuker          |
| Justus' Vater   | Axel Milberg       | Axel Milberg          |
| Justus' Mutter  | Julia Bremermann   | Julia Bremermann      |